# 神經性毒劑
神經性毒劑（nerve agent）或称神经毒剂，是一类具有扰乱与破坏神经向器官传递信息机制的有机化学品。神經性毒劑结构常含磷，或为有機磷酸鹽，其作用機理是阻斷乙酰膽鹼酯酶；該酶是催化乙酰胆碱（一种神经递质）降解（通过其水解活性）而成为胆碱和乙酸的酶。含磷神经毒剂是不可逆的乙酰胆碱酯酶抑制剂，因而可用作毒物。
雖然神經毒劑在英語中，有時稱為 nerve gas「神經毒氣」，但它們大多數在常溫下是液態的，少數為固態（氨基甲酸酯類）。
根據聯合國第687號決議（1991年4月通過），神經性毒劑被列為大規模毀滅性化學武器，1993年禁止化學武器公約所禁止生產和儲存，禁止化學武器公約於1997年4月29日正式生效。1899年和1907年海牙公約和1925年日內瓦議定書中已經禁止在戰爭中使用化學氣體。
神經性毒劑引起的中毒會導致瞳孔收縮、大量唾液分泌、抽搐、大小便失禁，並導致呼吸肌的控制喪失而窒息死亡。一些神經藥劑容易蒸發或霧化，並且經由呼吸系統進入身體。神經性毒劑也可以被皮膚吸收。

## 歷史
神經性毒劑最早是從民用有機磷農藥中發展而來，1935年德國化學家格哈德·施拉德發現了一種速效有機磷殺蟲劑——塔崩。由於不慎吸入洩漏的樣品，施拉德及其助手成為了塔崩的首批受害者，出現瞳孔收縮、呼吸困難及暈厥症狀，最終於三週後康復，並因此意識到塔崩對人體有巨大的毒性；此時正值第二次世界大戰，塔崩很快被軍方所關注並於1940年大量投入生產。
由於塔崩巨大的軍事潛力，研究人員開始深入地研究塔崩的結構。在塔崩基本結構的基礎上，德國及其他國家的研究者相繼合成了一系列神經性毒劑，最具代表性的四個神經性毒劑是塔崩 、沙林、梭曼和VX。因其毒性強、作用快，能通過皮膚、呼吸道、黏膜、消化道及眼等吸收引起全身中毒，加之性質穩定、生產容易、使用性能良好，因此成為各國部隊裝備的主要化學戰劑。

## 中毒機制
生命活過程是在神經系統控制和調節之下進行的。神經系統之間的連絡依靠體內一些特別的化學分子(神經傳遞物)傳遞和控制。這種連絡一旦受到干擾，生命活動就會出現危險的異常情況。乙醯膽鹼是傳遞神經活動的一種在體內自然生成的化學物質。乙醯膽鹼與膽鹼受體結合時，使受體進入興奮狀態，並向下一級傳遞神經脉衝。乙醯膽鹼存在過多時，膽鹼受體就會過度興奮，從而使神經系統訊號傳遞發生紊亂。但是生物體內存在一種生物催化劑——乙醯膽鹼酯酶（Acetylcholinesterase，AChE），它能將過量釋放的乙醯膽鹼很快地分解成膽鹼和乙酸，能在1ms內分解約300個乙醯膽鹼分子，來保證神經傳遞過程的正常運作。
神經毒劑對乙醯膽鹼酯酶活性有強烈的抑制作用，能夠與其發生化學反應，牢固結合，從而使之失去活性，不能發揮正常功能，造成釋放出來的乙醯膽鹼不能被水解而蓄積，從而引起內源性膽鹼中毒，令中樞和外周膽鹼能神經功能嚴重紊亂。

## 症狀
症狀取決於中毒的劑量及中毒方式。輕度中毒症狀有瞳孔收縮、流鼻涕、口水增多、頭痛、呼吸不暢及畏光，症狀可維持2~5天。中度中毒者除以上症狀外，還會出現眼痛、噁心、嘔吐、腹瀉和短暫痙攣。嚴重中毒者出現肌內震顫、運動機能失調和全身乏力。深度中毒則出現大小便失禁、嚴重痙攣、呼吸麻痹，數分鐘內可致死。

## 結構與分類
最早的神經性毒劑屬有機磷化合物或有機磷酸酯。美軍將含有P-X鍵（F,Cl,CN,I,Br,Se），即毒劑分子上的X取代基為鹵素或擬鹵素的前三者稱為G系毒劑，其代表為GA（塔崩）、GB（沙林）及GD（梭曼）；將含有 P-SCH2CH2N(R)2 鍵的化合物稱為V系毒劑，如VX、VE、VG、VS及VR等，其代表為VX。
神經性毒劑有兩種主要類型。這兩個類的成員有類似的屬性及通用名稱，北大西洋公约组织以兩個英文字母"G"和"V"來標示。G系列被认為是非持久性的，而V系列是持久性的。

### G系列

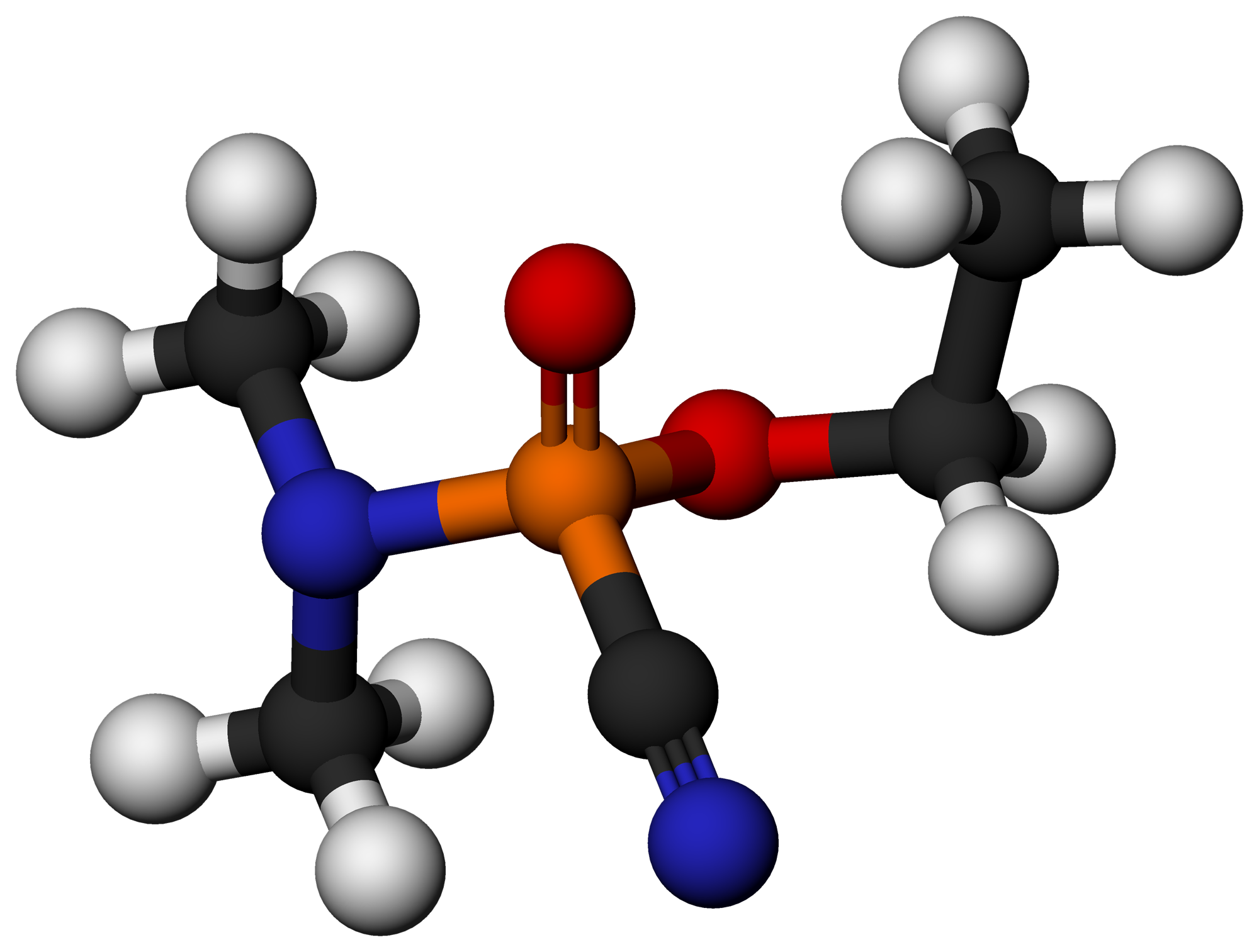
塔崩的化學結構

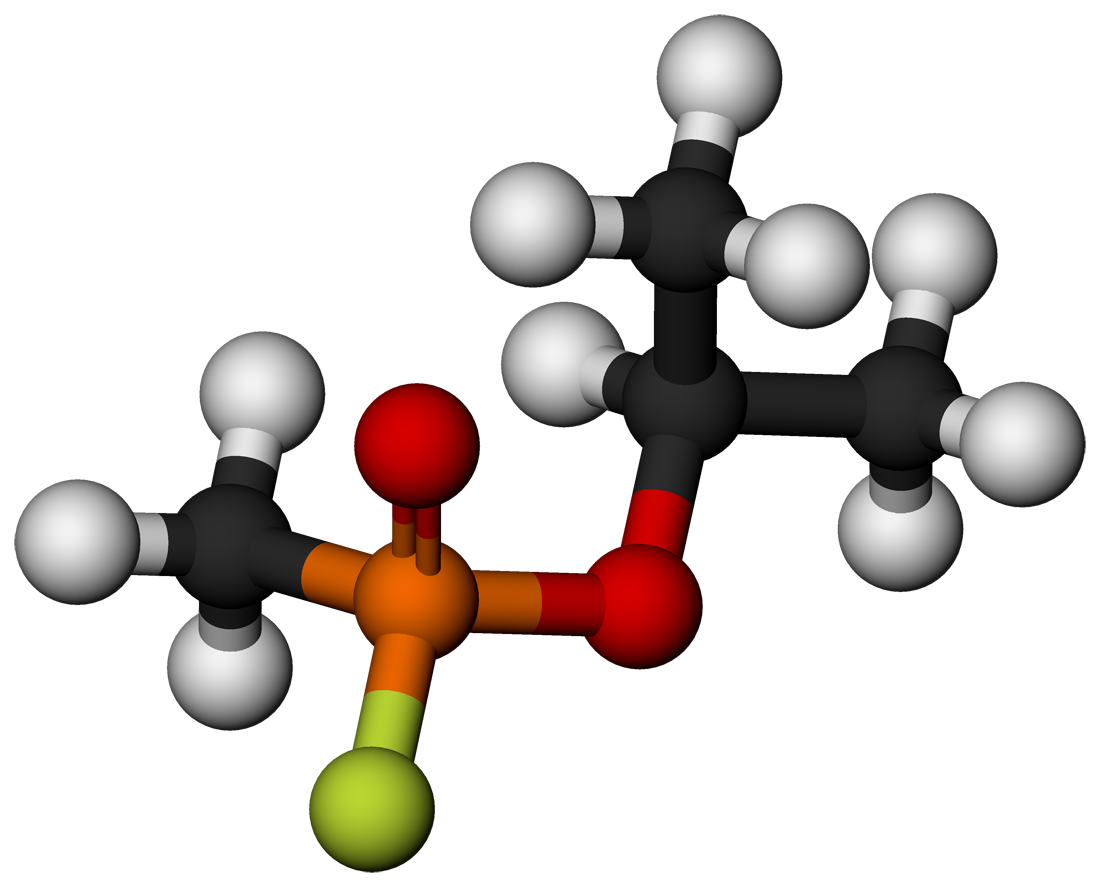
沙林的化學結構

G系列因為德國科學家首先合成而得名。所有這一類化合物是第二次世界大戰期間由德國化學家格哈德·施拉德博士（後來是法本公司）發現和合成的。
這個系列是第一個也是最古老的神經毒劑家族。第一種神經藥物在1936年合成的GA（塔崩），1939年發現GB（沙林），1944年發現GD（梭曼），1949年發現GF（環沙林）。GB是唯一被美國當作為武器的G系列，特別是火箭、空中炸彈和砲彈。

### V系列

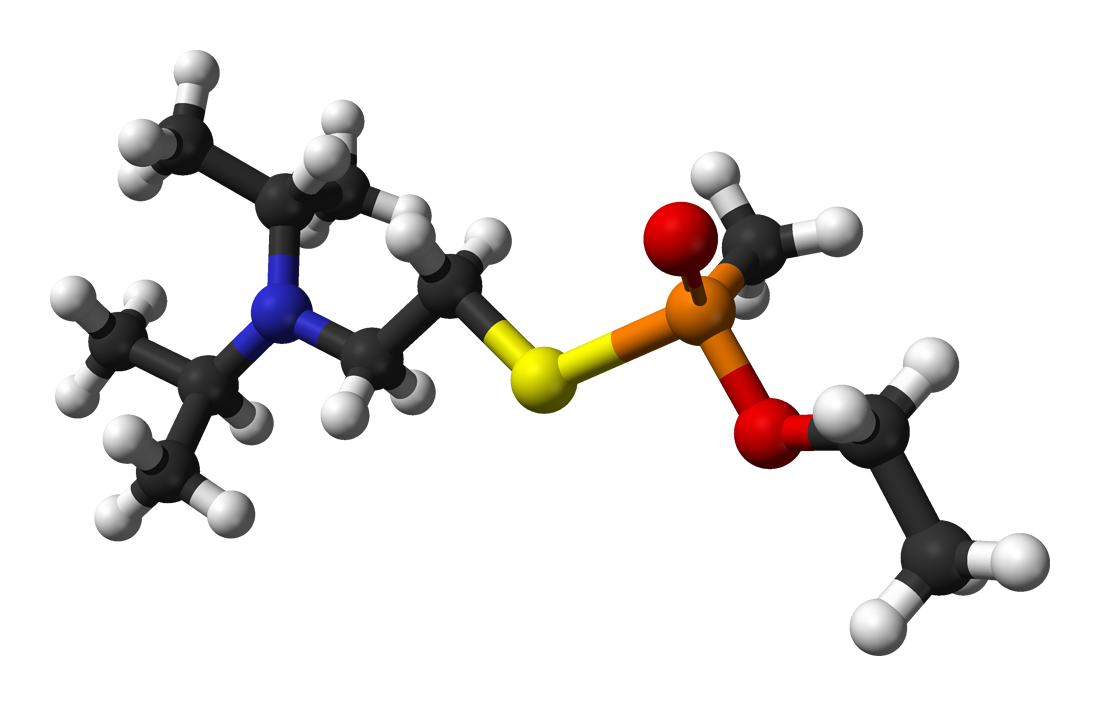
VX的化學結構

皇家化學工業（ICI）植物保護實驗室化學家Ranajit Ghosh博士在研究有機磷酸酯化合物時發現這類化學物。1954年，ICI將化學物VG投入市場，後來因為毒性太強而撤回。這類化合物幾個成員成為一組新的神經毒劑－V系列。這類化合物中最著名的是VX，VR則是第二著名。
V系列是第二個神經毒劑家族，包含五個眾所周知的成員：VE，VG，VM，VR和VX，以及一些模糊類似化合物，例如VP。這個家族中研究最多的化合物VX是1950年代在英國的Porton Down發明的。
所有的V系列神經毒劑都是持久性試劑，意味著這些試劑不容易分解或被洗掉，可以長時間保持在衣服和表面上。這些試劑的稠度類似於油，因此接觸V-劑非常危險。VX是是唯一被美國當作為武器的V系列，包括火箭，砲彈，飛機噴霧罐和地雷。

### 結構資料
神經性毒劑的結構資料如下：
| 毒劑     | 代號 | 化學名稱                          | R'鍵     | R鍵           | 活性基團（X）      |
| -------- | ---- | --------------------------------- | -------- | ------------- | ------------------ |
| 塔崩     | GA   | 二甲胺氰膦酸乙酯                  | -(CH3)2N | -C2H5         | -CN                |
| 沙林     | GB   | 甲氟膦酸異丙酯                    | -CH3     | -(CH3)2CH     | -F                 |
| 梭曼     | GD   | 甲氟膦酸特己酯                    | -CH3     | -(CH3)3CH-CH3 | -F                 |
| 維埃克斯 | VX   | S-(2-異丙胺乙基)-甲基硫酐膦酸乙酯 | -CH3     | -C2H5         | -S-CH2CH2N(iC3H7)2 |